# Rommelova ofenziva
Rommelova ofenziva je bila ofenziva Wehrmachta, kojim je razbijen hrvatski narodni ustanak u Istri koji je nastao nakon kapitulacije Italije u rujnu 1943. godine. Sastoji se od dviju uzastopnih operacija njemačkih snaga provedenih u listopadu 1943., koje su vođene pod nazivima "Operacija Istra" (njem. "Operation Istrien") koja je trajala od 25. rujna do 20. listopada 1943..i "Operacija prolom oblaka" (njem. "Operation Wolkenbruch") koja je trajala od 21. listopada do 12. studenog 1943. U operaciji je ubijen izrazito veliki broj hrvatskih ustanika i civila. Jedan dio ustanika uspio se pridružiti postrojbama NOVJ u Gorskom kotaru i postao je jezgrom buduće 43. istarske divizije NOVJ. 
Kolokvijalni naziv Rommelova ofenziva nastao je stoga što je njemački general Ervin Rommel, jer je taj slavni zapovjednik tenkovskih snaga u to vrijeme iz stožera na sjevernotalijanskom Jezeru Garda zapovijedao njemačkom Grupom armija B, te stoga i ovim operacijama - koje su prema izričitoj zapovijedi Adolfa Hitlera provođene prema najvećom brutalnošću prema "Slavenima" - usmjerenima na uspostavljanje njemačke kontrole nad širim područjem Trsta, Istre i Rijeke.
Rommelova ofenziva zahvatila je susjedna područja Slovenije, te Gorski kotar, ali bez izrazito teških posljedica kakve su ostale u Istri.

## Tijek Operacije Istra
Operaciju Istra izveo je 2. SS oklopni korpus počev od 25. rujna 1943. u sklopu Operacije Achse, kojoj je cilj bio da zauzme područja na Mediteranu koja je do svoje kapitulacije kontrolirala Italija. Zadaća 2. SS oklopnog korpusa je bila da što brže stave pod kontrolu važne luke i obrambena postrojenja na području Trsta i Pule. Njemačkim snagama je izdana izričita zapovijed da postupaju s bezobzirnom surovošću prema "Slavenima" i da provode strijeljanja na licu mjesta.
Ustanici u hrvatskoj Istri - njih oko 10 tisuća - bili su pod zapovjedništvom Operativnog štaba NOVJ za Istru, te su nabrzinu ustrojeni u dvije brigade i dva partizanska odreda, s nedovoljnim zapovjednim kadrom i s velikim udjelom boraca bez prave vojne obuke; naime su muškarci s područja zahvaćenog ustankom koji su bili sposobni za vojnu službu najvećim dijelom bili raspoređeni u talijanskim vojnim postrojbama daleko od Istre, a i one starijih godišta su talijanske vlasti znatnim dijelom bile poslale u tzv. specijalne bataljune za politički sumnjive, koji su bili angažirani na održavanju cesta i poljskim radovima po Italiji. 
Njemačke snage od oko 40.000 ljudi su u prva dva dana nakon početka Operacije Istra razbile brojčano inferiorne, slabije naoružane i posve neiskusne ustaničke snage (koje nisu dočekale nikakvu pomoć anglo-američkih snaga stacioniranih na jugu Italije, koju je zapravo bilo normalno očekivati), a potom su krenule u čišćenje terena. Ukupno je ubijeno oko 2.000 ustanika i 2.000 istarskih civila. 
Od 2. listopada je težište djelovanja njemačkih snaga prenijeto u Gorski kotar, protiv snaga 13. primorsko-goranske divizije NOVJ, koja u ovim operacijama neće imati tako teške gubitke, ali će se veliki broj boraca koji su joj pristupili odmah nakon kapitulacije Italije osuti nakon teških borbi s Nijemcima: brojno stanje divizije je smanjeno sa 7.400 na 4.000 ljudi.
Na obližnjem području Slovenije nije bilo tako velikih ljudskih gubitaka: tamošnji slovenski partizani su već imali iskustva u borbi s nadmoćnijim neprijateljima, te su bili sposobni izvesti organizirano povlačenje nakon što bi se angažirali u borbi s teško naoružanim napadačem. Slično kao i kod 13. primorsko-goranske divizije NOVJ, i kod njih je ljudstvo koje je u postrojbe ušlo nakon kapitulacije Italije mahom dezertiralo.

## Operacija Wolkenbruch
Ustaničke snage su se nakon Operacije Istra ipak donekle konsolidirale i ponovo uspostavile kontrolu nad znatnim ruralnim područjem. Stoga je 2. SS oklopni korpus, u ojačanom sastavu koji je sada imao oko 50.000 ljudi, u Operaciji Wolkenbruch krajem listopada krenuo u operaciju usmjerenu na potpuno uništenje snaga NOVJ na području Istre, te slovenskog Krasa i Vipavske doline. 
Slovenski partizani su se uz oštre borbe uspješno izvukle prema planini Trnovski gozd. U Istri su hrvatski ustanici i opet imali vrlo teške gubitke - izginulo je oko 2.000 boraca i civila, a u koncentracijske logore je odvedeno nešto više od 500 ljudi. Samo dio njih se uspio probiti do Gorskog kotara, gdje su činili jezgru buduće 43. istarske divizije NOVJ-a.
Ljubo Drandić bilježi: "Na Gumancu, iznad Klane i Rijeke, neprijatelj je razbio glavninu istarskih partizanskih formacija i presjekao putove povlačenja. U sedmodnevnim dramatičnim borbama novoosnovane i još nedovoljno iskusne istarske brigade i odredi imali su veoma teške gubitke. Žejanska šuma i obranci planinskog masiva Obruča, sjeverno od Rijeke, bili su posuti tijelima mrtvih istarskih partizana. Bio je to stravičan i bolan prizor."

## Vanjske poveznica
- Operation Istrien - vojska.net
- filmski žurnal iz višijevske Francuske o borbama u Istri